# Client (economia)
Un client és algú que compra o lloga un producte a un individu o organització.

## Classificació dels Clients Actuals i coneguts

### 1. Clients Actius i Inactius
Els clients actius són aquells que en l'actualitat estan realitzant compres o que ho van fer dins d'un breu període. En canvi, els clients inactius són aquells que van realitzar la seua última compra fa bastant temps arrere, per tant, es pot deduir que es van passar a la competència, que estan insatisfets amb el producte o servei que van rebre o que ja no necessiten el producte. Aquesta classificació és molt útil per dues raons:
- Perquè permet identificar els clients que en l'actualitat estan realitzant compres i que requereixen una atenció especial per a retenir-los, ja que són els quals en l'actualitat li generen ingressos econòmics a l'empresa.

- Per a identificar aquells clients que per alguna raó ja no li compren a l'empresa, i que per tant, requereixen activitats especials que permeten identificar les causes del seu allunyament per a després intentar recuperar-los.

### 2. Clients de Compra Freqüent, Terme mitjà i Ocasional
Una vegada que s'han identificat als clients actius, es poden classificar segons la seua freqüència de compra, en:
- Clients de Compra Freqüent: Són aquells que realitzen compres repetides sovint o que el seu interval de temps entre una compra i una altra és més curta que el realitzat pel gruix de clients. Aquest tipus de clients, en general, està complagut amb l'empresa, els seus productes i serveis. Per tant, és fonamental no descurar les relacions amb ells i donar-los contínuament un servei personalitzat que els faça sentir "importants" i "valuosos" per a l'empresa.

- Clients de Compra Habitual: Són aquells que realitzen compres amb certa regularitat perquè estan satisfets amb l'empresa, el producte i el servei. Per tant, és aconsellable brindar-los una atenció acurada per a incrementar el seu nivell de satisfacció, i d'aqueixa manera, tractar d'incrementar la seua freqüència de compra.

- Clients de Compra Ocasional: Són aquells que realitzen compres de tant en tant o per única vegada. Per a determinar el perquè d'eixa situació és aconsellable que cada vegada que un nou client realitze la seua primera compra se li sol·licite algunes dades que permeten contactar-lo en el futur, d'aqueixa manera, es podrà investigar (en el cas que no torne a realitzar altra compra) el perquè del seu allunyament i el com es pot remeiar o canviar aquesta situació.

### 3. Clients d'Alt, Terme mitjà i Sota Volum de Compres
Després d'identificar els clients actius i la seua freqüència de compra, es pot realitzar la següent classificació (segons el volum de compres):
- Clients amb Alt Volum de Compres: Són aquells (en general, "uns quants clients") que realitzen compres en major quantitat que el gruix de clients, a tal punt, que la seua participació en les vendes totals pot arribar a entre el 50 i el 80%. En general, aquests clients estan complaguts amb l'empresa, el producte i el servei; per tant, és fonamental retenir-los planificant i implementant un conjunt d'activitats que tinguen un alt grau de personalització, de tal manera, que es faça sentir a cada client com molt important i valuós per a l'empresa.

- Clients amb Terme mitjà Volum de Compres: Són aquells que realitzen compres en un volum que està dins del terme mitjà general. En general, són clients que estan satisfets amb l'empresa, el producte i el servei; per això, realitzen compres habituals. Per a determinar si val la pena o no, el conrear-los perquè es convertisquen en Clients amb Alt Volum de Compres, s'ha d'investigar la seua capacitat de compra i de pagament.

- Clients amb Baix Volum de Compres: Són aquells el volum dels quals de compres està per sota del terme mitjà, en general, a aquest tipus de clients pertanyen els de compra ocasional.

### Clients complaguts, satisfets i insatisfets
Després d'identificar els clients actius i inactius, i de realitzar una investigació de mercat que haja permès determinar els seus nivells de satisfacció, es poden classificar en:
- clients complaguts: Són aquells que van percebre que l'acompliment de l'empresa, el producte i el servei han excedit les seues expectatives. Segons Philip Kotler (en el seu llibre "Adreça de Màrqueting"), estar complagut genera una afinitat emocional amb la marca, no solament una preferència racional, i açò dona lloc a una gran lleialtat dels consumidors. Per tant, per a mantenir a aquests clients en aqueix nivell de satisfacció, s'ha de superar l'oferta que se'ls fa mitjançant un servei personalitzat que els sorprenga cada vegada que fan una adquisició.

- Clients satisfets: Són aquells que van percebre l'acompliment de l'empresa, el producte i el servei com coincident amb les seues expectatives. Aquest tipus de clients es mostra poc disposat a canviar de marca, però pot fer-lo si troba un altre proveïdor que li oferisca una oferta millor. Si es vol elevar el nivell de satisfacció d'aquests clients s'ha de planificar i implementar serveis especials que puguen ser percebuts per ells com un plus que no esperaven rebre.

- Clients insatisfets: Són aquells que van percebre l'acompliment de l'empresa, el producte i/o el servei] per sota de les seues expectatives; per tant, no volen repetir aqueixa experiència desagradable i opten per altre proveïdor. Si es vol recuperar la confiança d'aquests clients, es necessita fer una investigació profunda de les causes que van generar la seua insatisfacció per a després realitzar les correccions que siguen necessàries. En general, aquest tipus d'accions són molt costoses perquè han de canviar una percepció que ja es troba arrelada en el conscient i subconscient d'aquest tipus de clients.

- Clients influents: Un detall que s'ha de considerar al moment de classificar als clients actius, independentment del seu volum i freqüència de compres, és el seu grau d'influència —— en la societat o en el seu entorn social, degut al fet que aquest aspecte és molt important per la quantitat de clients que ells poden derivar en el cas que suggerisquen el producte i/o servei que l'empresa ofereix. Aquest tipus de clients es divideixen en:

- Clients altament influents: Aquest tipus de clients es caracteritza per produir una percepció positiva o negativa en un grup gran de persones cap a un producte o servei. Per exemple, estrelles de cinema, esportistes famosos, empresaris de renom i personalitats que han assolit algun tipus de reconeixement especial. Assolir que aquestes persones siguen clients de l'empresa és molt convenient per la quantitat de clients que poden derivar a conseqüència de la seua recomanació o per usar el producte en públic. No obstant això, per a assolir aqueix "favor" s'ha d'aconseguir un alt nivell de satisfacció (complaença) en ells o pagar-los per usar el producte i fer recomanacions (la qual cosa, sol tenir un cost molt elevat).

- Clients de regular influència: Són aquells que exerceixen una determinada influència en grups més reduïts, per exemple, mèdics que són considerats líders d'opinió en la seua societat científica o d'especialistes. En general, assolir que aquests clients recomanen el producte o servei és menys complicat i costós que els Clients Altament Influents. Per això, n'hi ha prou amb preocupar-se per generar un nivell de complaença en ells encara que açò no siga rendible, perquè el que es pretén amb aquest tipus de clients és influir en el seu entorn social.

- Clients d'influència a nivell familiar: Són aquells que tenen un grau d'influència en el seu entorn de familiars i amics, per exemple, la mestressa que és considerada com una excel·lent cuinera per les seues familiars i amistats, pel que les seues recomanacions sobre aqueix tema són escoltades amb atenció. Per a assolir la seua recomanació, n'hi ha prou amb tenir-los satisfets amb el producte o servei que se'ls brinda.

## Classificació dels Clients Potencials
Persona natural o jurídica que té la capacitat legal per a adquirir un producte/servei.

### 1. Segons la seua Possible Freqüència de Compres
Aquest tipus de clients l'hi identifica mitjançant una investigació de mercats que permet determinar la seua possible freqüència de compres en el cas que es convertisquen en clients actuals; per això, es divideixen de manera similar en:
- Clients Potencials de Compra Freqüent
- Clients Potencials de Compra Habitual
- Clients Potencials de Compra Ocasional

### 2. Segons el seu Possible Volum de Compres
Aquesta és altra classificació que es realitza mitjançant una prèvia investigació de mercats que permet identificar els seus possibles volums de compres en el cas que es convertisquen en clients actuals; per això, es divideixen de manera similar en:
- Clients Potencials d'Alt Volum de Compres
- Clients Potencials de Terme mitjà Volum de Compres
- Clients Potencials de Baix Volum de Compres

### 3. Segons el seu Grau d'Influència
Aquest tipus de clients l'hi identifica mitjançant una investigació en el mercat meta que permet identificar a les persones que exerceixen influència en el públic objectiu i als seus líders d'opinió, als quals, convindria convertir-los en clients actuals perquè es constituïsquen en Clients Influents en un futur proper. Per això, es divideixen es forma similar en:
- Clients Potencials Altament Influents
- Clients Potencials d'Influència Regular
- Clients Potencials d'Influència Familiar

## Necessitats i Expectatives
Els clients tenen necessitats i expectatives que han de ser tingudes en compte per l'organització. Una necessitat és una mica que el consumidor realment necessita, com una quota d'assegurança de cotxe baixa. Una expectativa és una mica que el consumidor no necessàriament va a aconseguir però que espera aconseguir del producte o servei, com que el seu cotxe li duga des del seu lloc d'eixida fins a la seua destinació.
Les necessitats i les expectatives de les persones varien amb el temps, ja siga pel creixement i desenvolupament normal de l'individu o per la influència de l'entorn. És normal que les nostres necessitats canvien amb el passar dels anys, les nostres prioritats es modifiquen amb la maduresa i experiència, així com amb la satisfacció d'aquestes. Algunes necessitats es denominen "bàsiques" perquè perduren amb el temps i es relacionen amb aspectes físics i ambientals com la necessitat per a mejar o la necessitat de tenir un lloc on viure. Altres necessitats apareixen amb el temps com la necessitat de ser estimat o la necessitat de ser reconegut.
Les necessitats no es presenten necessàriament de manera escalonada o seqüencial, moltes vegades podem tenir diverses necessitats de manera simultània, com la necessitat d'aprendre i la de descansar, les quals es poden donar al mateix temps sense que s'afecte la una o l'altra. En altres oportunitats la limitació de recurss pot generar la necessitat de prioritzar, és el cas de necessitar pagar l'estudi o necessitar la compra d'un televisor per a distraure's, la persona haurà de triar entre una o altra, si no compta amb els diners per a satisfer les dues.
Al seu torn, les necessitats poden suplir-se o reemplaçar-se per unes altres. En el cas de la necessitat de distraure's i divertir-se amb el televisor, es pot reemplaçar per la lectura d'un bon llibre o per compartir el temps amb la família o per utilitzar altre mitjà com la ràdio.